# Deileptenia
Deileptenia là một chi bướm đêm thuộc họ Geometridae.

## Các loài
- Deileptenia mandschuriaria Bremer, 1864
- Deileptenia ribeata – Satin Beauty (Clerck, 1759)